# Eda (comuna)
Eda (em sueco: Eda kommun) é uma comuna da Suécia situada no condado de Varmlândia. Sua capital é a cidade de Charlotemberga. Possui 820 quilômetros quadrados e segundo censo de 2018, havia 8 575 habitantes. A paisagem é caracterizada pelos vales, grandes e pequenos.